# Phoma caricae-papayae
Phoma caricae-papayae är en lavart som först beskrevs av Tarr, och fick sitt nu gällande namn av Punith. 1980. Phoma caricae-papayae ingår i släktet Phoma, ordningen Pleosporales, klassen Dothideomycetes, divisionen sporsäcksvampar och riket svampar.   Inga underarter finns listade i Catalogue of Life.